# THE テーブルゲーム
THE テーブルゲームは、ディースリー・パブリッシャーより発売されているSIMPLEシリーズのコンピュータテーブルゲームのシリーズ。

## THE テーブルゲーム〜麻雀・囲碁・将棋・カード・花札・リバーシ・五目ならべ〜
開発メーカーの悠紀エンタープライズはSIMPLE1500シリーズ（プレイステーション）でテーブルゲームの開発実績（THE リバーシ2、THE 囲碁2、THE 花札2）があった。
PSP版、DS版はワイヤレス対戦に対応。Wii版はニンテンドーWi-Fiコネクションでのネット対戦に対応。Wii版の複数人数プレイ（マージャン、花札、カード）はDSを各プレイヤーのコントローラとして使用する。

### 収録ゲーム
- マージャン
- 将棋
- 花札 - こいこい、花合わせ、おいちょかぶ（PS2版のみ）
- カード - ポーカー（PS2版、DS版）、大富豪、ブラックジャック（Wii版以外）、7並べ（PS2版以外）、ページワン（PSP版）、神経衰弱（Wii版）、ソリティア（Wii版）
- 囲碁
- リバーシ
- 五目ならべ

## THE テーブルゲーム世界編〜チェス・バックギャモン・ダイヤモンド・軍人将棋 etc〜
マルチタップを使わずにコントローラを使い回すことで4人対戦が可能。

### 収録ゲーム
- チェス
- バックギャッモン
- ダイヤモンド
- 軍人将棋
- 7並べ
- ページワン
- セブンブリッジ
- はさみ将棋
- まわり将棋
- ポン抜き囲碁
- 麻雀神経衰弱
- ブロック
- カラー
- クリスタル
- チェッカー

## SIMPLE2960ともだちシリーズ THE テーブルゲームコレクション〜麻雀・将棋・花札・リバーシ〜

### 収録ゲーム
- 麻雀
- 将棋
- 花札 - こいこい、ばかっ花
- リバーシ

## SIMPLEシリーズ for Nintendo Switch Vol.1 THE テーブルゲーム
2016年にニンテンドー3DSで発売された『@SIMPLE DLシリーズ Vol.40 THE 密室からの脱出 ～大不自然キャンプ場編～』以来6年ぶりのSIMPLEシリーズの新作。パッケージ版はDeluxe Packのみの販売。

### 収録ゲーム
- 二人麻雀
- 四人麻雀
- 将棋
- 詰将棋
- オセロ[注 1]
- 囲碁
- ブラックジャック
- ファイブドローポーカー
- テキサスホールデム
- 花札 こいこい

Deluxe Packのみの収録。
- 三人麻雀
- 二角取り
- 花札 花合わせ

2022年10月20日の無料アップデートで追加。
- チェス
- バックギャモン

## THE テーブルゲーム Deluxe Pack ～麻雀・囲碁・将棋・詰将棋・オセロ・カード・花札・二角取り・チェス・バックギャモン～
2023年1月26日にXbox One版が発売、5月25日にPlayStation 4版、PlayStation 5版が発売。Xboxシリーズに始めてリリースするTHEテーブルゲーム。PS4/PS5版はタイトルに「SIMPLEシリーズG4U Vol.2」が付く。
Xbox Series X/Sでは後方互換機能を使ってXbox One版がプレイできる。PS4版はPS5版への無料アップグレードおよびセーブデータ引継ぎに対応。
収録ゲームはアップデート適用後のSwitch版Deluxe Packと同じ。